# Urochroa bougueri
Urochroa bougueri là một loài chim trong họ Chim ruồi.